# Orconectes acares
Orconectes acares är en kräftdjursart som beskrevs av Fitzpatrick 1965. Orconectes acares ingår i släktet Orconectes och familjen Cambaridae. IUCN kategoriserar arten globalt som livskraftig. Inga underarter finns listade i Catalogue of Life.